# Turó de la Terra del Tori
El Turó de la Terra del Tori és una muntanya de 683 metres que es troba al municipi d'Olost, a la comarca d'Osona.